# Deutschsprachige Gesellschaft für Psychotraumatologie
Die Deutschsprachige Gesellschaft für Psychotraumatologie (DeGPT) ist eine unabhängige internationale wissenschaftliche Fachgesellschaft in der Rechtsform eines gemeinnützigen, in Deutschland eingetragenen Vereins. Sie versteht sich als Forum für mit Traumafolgestörungen arbeitende Ärzte, Psychologen, Psychotherapeuten und Mitglieder weiterer beispielsweise pädagogisch oder beratend tätiger Berufsgruppen. Die Fachgesellschaft hat ihren Tätigkeitsbereich in den deutschsprachigen Ländern Deutschland, Österreich, Schweiz und Luxemburg. Sie ist Mitglied der Arbeitsgemeinschaft der Wissenschaftlichen Medizinischen Fachgesellschaften (AWMF).

## Tätigkeitsbereiche
Die DeGPT verschreibt sich der Förderung von Wissen über die Psychotraumatologie und der Verbreitung dieses im deutschsprachigen Raum. Sie stellt in diesem Zusammenhang Informationen für Betroffene und Therapeuten bereit, gibt Informationen zu Traumafolgestörungen, informiert über aktuelle Forschungsergebnisse und unterstützt bei der Therapeutensuche. Die Deutschsprachige Gesellschaft für Psychotraumatologie fördert Wissenschaftsprojekte und Forschungsengagement.
2019 gibt es neun Arbeitsgruppen innerhalb der DeGPT. Weitere Gründungen sind das Ziel. Die DeGPT möchte eine Verbesserung der Versorgungsbedingungen traumatisierter Patienten und Patientinnen erreichen. Es finden Erkenntnis- und Erfahrungsaustausche in veranstalteten Workshops, Forschungs- und Praxissymposien und Vorträgen und auf den Jahrestagungen der DeGPT statt. Sie betreibt Öffentlichkeitsarbeit, gibt Pressemitteilungen heraus.
Die Deutschsprachige Gesellschaft für Psychotraumatologie erarbeitet Empfehlungen, Richtlinien und Standards für die Diagnostik und Therapie von Traumafolgestörungen und definiert Qualitätsstandards für die spezialisierte psychotherapeutische Behandlung von Erwachsenen mit Traumafolgestörungen, für die spezialisierte psychotherapeutische Behandlung von Kindern und Jugendlichen mit Traumafolgestörungen und in der psychosozialen Versorgung traumatisierter Menschen und verfasst Positionspapiere. Sie ist federführende Fachgesellschaft der S3-Leitlinie Posttraumatische Belastungsstörung der AWMF. Die Erarbeitung der Leitlinie, an der zehn weitere Fachgesellschaften und zudem acht weitere Organisationen und Institutionen beteiligt waren, wurde durch den Hamburger Psychiater Ingo Schäfer koordiniert. Die Leitlinie wurde im Jahr 2020 veröffentlicht.
Bei ihrer Arbeit kooperiert sie mit anderen internationalen Fachgesellschaften, beispielsweise der European Society for Traumatic Stress Studies (ESTSS) oder der International Society for Traumatic Stress Studies (ISTSS). Ausbildungsinstitute werden mit „Spezielle Psychotraumatologie für Erwachsene (DeGPT)“, „Spezielle Psychotraumatologie mit Kindern und Jugendlichen (DeGPT)“, „Traumapädagogik und Traumazentrierte Fachberatung (DeGPT/BAG-TP)“ zertifiziert.
Herausgegebene Fachzeitschrift der Deutschsprachigen Gesellschaft für Psychotraumatologie ist die Trauma & Gewalt aus dem Verlag Klett-Cotta. Diese erscheint vierteljährlich.

## Preise
Die Deutschsprachige Gesellschaft für Psychotraumatologie verleiht jährlich zwei Förderpreise für herausragende wissenschaftliche Arbeiten. Dies sind der DeGPT-Förderpreis und der DeGPT-Nachwuchs-Preis der Falk-von-Reichenbach-Stiftung. Ausgezeichnet werden Arbeiten im Bereich Psychotraumatologie. Beide Preise sind jeweils mit 1.500 Euro dotiert. Mit dem Nachwuchspreis werden insbesondere Diplom und Masterarbeiten und Promotionen junger Wissenschaftler ausgezeichnet. Die Preise werden auf der Jahrestagung der DeGPT überreicht.
Preisträger
- 2004 – Martin Driessen
- 2005 – Markus Landolt, Kai G. Kahl
- 2006 – Barbara Niemiec
- 2007 – Nexhmedin Morina, Birgit Wagner
- 2008 – Birgit Kleim, Iris-Tatjana Kolassa
- 2009 – Lena Jelinek, Philipp Kuwert
- 2010 – Julia Müller, Sefik Tagay
- 2011 – Marie Christine Fischer, Alexandra Ursula Liedl
- 2012 – Förderpreis: Fionna Klasen, Michael Linden; Nachwuchspreis: Stefanie Zehl
- 2013 – Förderpreis: Tobias Glück, Ulrich Tran, Torsten Klengel; Nachwuchspreis: Kerstin Jung
- 2014 – Förderpreis: Heide Glaesmer; Nachwuchspreis: Katharina Becker-Nehring, Monika Zaba
- 2015 – Förderpreis: Christina Alliger-Horn; Nachwuchspreis: Sarah Wilker
- 2016 – Nachwuchspreis: Dima Zito, Carolin Steuwe;
- 2017 – Förderpreis: Tobias Hecker; Nachwuchspreis: Matthias Knefel
- 2018 – Förderpreis: Susann Schmiedgen; Nachwuchspreis: Cedric Sachser
- 2019 – Förderpreis: Kathleen Priebe; Nachwuchspreis: Eva Schäflein
- 2020 – Förderpreis: Susann Sierau; Nachwuchspreis: Elisa Pfeiffer
- 2021 – Förderpreis: Yuriy Nesterko; Nachwuchspreis: Sinha Engel